# Sección de Lucha del Real Madrid Club de Fútbol
La sección de Lucha Grecorromana del Real Madrid Club de Fútbol, pese a permanecer extinta en la actualidad, cosechó numerosos éxitos que contribuyeron en gran medida al prestigio del club blanco.

## Historia
Fundada en 1936 (aunque ya competía con un equipo con anterioridad) y dirigida por Heliodoro Ruiz, poco antes del estallido de la Guerra Civil, pero esta sección tendría su primer momento de gloria al conquistar el Campeonato Nacional en 1947 al imponerse a Cataluña, Aragón, Levante, Andalucía y Norte.
Posteriormente lograría varios títulos nacionales más tanto por equipos, como a nivel individual durante la década de los 50 y 60 del siglo XX, bajo las dirección de Eduardo Zamora en los años 50 y posteriormente ya en los 60 Mariano Requejo como delegado, con Legido como preparador físico, hasta su desaparición en 1971 suprimida oficialmente como sección del club.
Entre sus atletas más destacados figuró Ángel López Rojo —actual presidente de la Federación Española de Luchas Olímpicas y Disciplinas Asociadas (FELODA)— quien conquistó numerosos títulos de campeón de España durante los años cincuenta, y que compitió en los Juegos Olímpicos de 1960 celebrados en Roma.

## Palmarés
- 7 Liga Nacional de lucha (por equipos)

La primera en 1947, el resto en la década de los 50 y 60 del siglo XX, bajo las dirección de Eduardo Zamora en los años 50 y posteriormente ya en los 60 Mariano Requejo como delegado, con Legido como preparador físico .
- Campeonatos de España de Lucha Grecorromana (a nivel individual)[5][6]

peso gallo: Luis Soria y Joaquín Aguado.
peso mosca (63 kg.): Emilio Pastor (1952), Adolfo Maruny, Justo Gómez, Vicente Serrano (1950) y Francisco Garrafa.
peso pluma (70 kg.): Emilio Martín (1951, 1952), Audilio Martín, Ángel Moreno (1950), Jesús Cardenal y Félix Moreno (1946).
peso ligero (78 kg.): Emilio Martín, José Gómez, Ángel Moreno, Félix Moreno (1949, 1950) y Saturnino Carrero (1945, 1946).
peso semimedio: José Canivel y Saturnino Carrero.
peso pesado (87 kg.): Emilio Martín (1953) y Saturnino Carrero (1947).
peso semipesado (97 kg.): Mariano Yugueros (1949, 1950, 1951) y Ángel López (1957, 1958, 1960).
peso pesado (+97 kg.): Ángel López (1959), Bienvenido García (1951, 1952) y Emilio Palacios.
- Campeonato Regional de Lucha

1924 .

## Enlaces de interés
- Real Madrid Club de Fútbol
- Real Madrid de Baloncesto
- Secciones Históricas Desaparecidas del Real Madrid C. F. http://www.facebook.com/Secciones, en Facebook.